# Кіберпартія
Кіберпа́ртія (англ. Cyber Party) — тип політичної партії, який повністю або майже повністю покладається на засоби Інтернету у здійсненні своєї діяльності. Кберпартії характеризуються відмовою від формального членства і переходом до прямої взаємодії з виборцями, більшим відкликом у взаємовідносинах з громадянами і високою швидкістю розробки основних цілей і задач. Кіберпартії є швидше організаціями, а ніж інститутами.
Кіберпартії як самостійний феномен стали з'являтися у першому десятилітті 21 століття. Одною з перших віртуальних партій вважається угорська партія «Йоббик», яка була створена у 2003 році.

## Характерні особливості
Кіберпартії дуже різняться своїми ідеями, способами організації і формами активності.
Перше, що їх об'єднує — Інтернет, який є і засобом організації, і ареною політичної діяльності кіберпартій. Саму діяльність мережевих партій можна описати як створення платформи для взаємодії окремих громадян, зацікавлених груп, рухів і організацій, в тому числі міжнародних. Інтернет забезпечує прямий і надзвичайно швидкий обмін інформацією між партією і її прибічниками, а інтерактивний характер цих відносин стирає кордон між учасниками і прибічниками. Кіберпартії оперують десь на кордоні категорій «держава» і «цивільне суспільство», не належачи повністю ні до тієї, ні до іншої структури.
З ідеологічної точки зору, головною об'єднуючою рисою кіберпартій є протестний настрій по відношенню до поточного стану політичної системи. На початковому етапі розвитку феномену, віртуальний простір використовувалося в першу чергу опозиційними силами, які мали труднощі з використанням традиційних медіа для просування своїх ідей.
Ідеологія більшості таких партій спрямована проти істеблішменту, проти організаційної величини традиційних партійних структур, а конструктивна програма заснована на безпосередній демократії.
Потенційними прихильниками кіберпартій є весь електорат, що передбачає сильну конкуренцію між партіями за виборця. Можливо тому ідеї, які просуваються віртуальними партіями, відрізняються еклектичністю і часом поєднують непоєднуване за мірками традиційних ідеологій.
Лібертаріанізм, лібералізм, консерватизм, націоналізм, антикомунізм, євроскептицизм зустрічаються серед тез цих партій разом і окремо. Кіберпартіям властивий популізм : відсутність фундаментальних цінностей, прості рішення складних проблем і готовність підлаштуватися під будь-яку ситуацію.

### Піратські партії
Серед кіберпартій можна виділити підвид - піратські партії. Ці партії сформувалися для вирішення питань, пов'язаних з інтелектуальною власністю, файлообміном і патентним правом. Члени цих партій пропонують варіанти реформування відповідного законодавства. Багато з них стоять на позиціях інфоанархізму.
Першу піратську партію заснував шведський політик Рікард Фальквінге в 2006 році. У тому ж році почалося обговорення створення піратського інтернаціоналу, офіційно заснованого в 2010 році. На листопад 2017 року до Піратського інтернаціоналу входили партії з 37 країн світу.

## Історія
Доповнити типологію політичних партій новим типом «кіберпартіі» вперше запропонувала Хелен Маргеттс в 2001 році. Маргеттс проаналізувала тенденцію до освоєння можливостей Інтернету британськими партіями і зробила припущення про появу нового типу партій, котрі взаємодіють із виборцем через Мережу безпосередньо.
Протягом першого десятиліття 21 століття кіберпартіі стали з'являтися в країнах Західного світу. У 2003 році угорський рух «Йоббік» перетворилося в партію під тією ж назвою, учасники цієї партії стали просувати свої ідеї через портал jobbik.hu. У 2006 році в Нідерландах з'явилася Партія свободи, яка фактично складалась з однієї людини, Герта Вілдерса, і реалізує свої політичні завдання з використанням онлайн-технологій.
У 2009 італійський актор і блогер Беппе Грілло об'єднав ряд організацій в партію «П'яти зірок», яка на сьогоднішній день має 88 місць в Палаті депутатів Італії. У тому ж році в США була заснована «Партія чаювання», яка поширила свій вплив на всю країну. З 2006 року в країнах по всьому світу стали з'являтися піратські партії, на сьогоднішній день яких налічується понад 60.

## Критика
Думки дослідників про феномен кіберпартій змішані.
Деякі дослідники підтримують початковий оптимізм Маргеттс. Політологи апелюють до успіхів кіберпартій в Європі, де мережеві партії набирали до 25% голосів на виборах до представницьких органів, і відзначають помітний вплив партій нового типу на політику, придбання кіберпартіями власної політичної сили. 
Інші не бачать можливості приходу кіберпартій до влади ні в Росії, ні в провідних західних демократичних державах. Причинами цього є непрофесіоналізм кіберактивістів, ухил кіберпартій в протестну сторону і проблема «цифрового бар'єру» — неповного проникнення цифрових технологій.
Є і третій погляд: не всі бачать в кіберпартіях власне партії. Ці дослідники вважають кіберпартіі швидше інформаційними агентами в руках тіньових спонсорів, ніж самостійними політичними акторами.